# Dichelomorpha tonkinensis
Dichelomorpha tonkinensis är en skalbaggsart som beskrevs av Moser 1917. Dichelomorpha tonkinensis ingår i släktet Dichelomorpha och familjen Melolonthidae. Inga underarter finns listade i Catalogue of Life.